# Aerografika

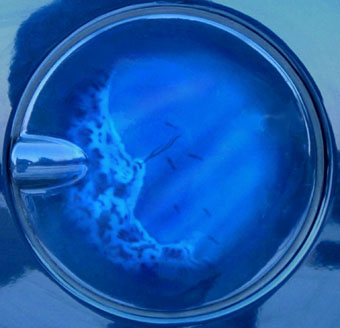
Detal pojazdu ozdobiony aerografem.

Aerografika (aerografia) – technika malarska wykorzystująca pistolet natryskowy zwany aerografem, którego działanie polega na rozpylaniu farby poprzez strumień powietrza. Do malowania aerografem stosuje się wiele rodzajów farb, które są odpowiednio rozcieńczane, aby płynność natrysku nie była zakłócona. 
Aerografika jest formą sztuki, która towarzyszy m.in. modelarzom oraz zmotoryzowanym. Przykład mogą stanowić kluby motocyklowe (np. Chopperów), w których członkowie nie wyobrażają sobie motocykli bez oryginalnego malowania – często aerografem. Aerografika obejmuje, oprócz twórczości modelarskiej i lakiernictwa motoryzacyjnego, także inne sfery twórczości artystycznej oraz użytkowej człowieka. Spotkać się można z malowaniem m.in.: pojazdów, kubków pamiątkowych, koszulek, czapek, butów, telefonów komórkowych, wew. ścian różnorakich wnętrz itp.